# 徐柏庆
徐柏庆，清华大学教授，研究领域为多相催化化学，任中华人民共和国教育部第八批“长江学者”特聘教授。

## 生平
曾就读于江西大学化学系、中科院大连化物所，后接受中科院大连化物所与北海道大学联合培养。1998年起任清华大学教授。